# روجر كورمير
روجر كورميّر هو لاعب هوكي جليد كندي، ولد في 23 مارس 1905 في مونتريال في كندا، وتوفي في 9 فبراير 1971.

## وصلات خارجية
- روجر كورميّر على موقع دوري الهوكي الوطني (الإنجليزية)
- روجر كورميّر على موقع قاعة مشاهير الهوكي (لاعب أن.إتش.أل) (الإنجليزية)
- روجر كورميّر على موقع EliteProspects.com (الإنجليزية)
- روجر كورميّر على موقع HockeyDB.com (الإنجليزية)
- روجر كورميّر على موقع Hockey-Reference.com (الإنجليزية)